# Timmiella leptocarpa
Timmiella leptocarpa là một loài rêu trong họ Pottiaceae. Loài này được Broth. mô tả khoa học đầu tiên năm 1923.
Danh pháp khoa học của loài này chưa được làm sáng tỏ. 